# Grande Catastrophe
Ne doit pas être confondue avec l’Exode palestinien de 1948, aussi appelé « Grande Catastrophe ».
 (avril 2021).
La Grande Catastrophe (en grec moderne : ) ou catastrophe d’Asie Mineure est, en Grèce, la phase finale de la deuxième guerre gréco-turque, qui aboutit au massacre ou à l’expulsion des populations chrétiennes d’Anatolie. En Grèce même, la Grande Catastrophe provoque d'importants bouleversements politiques (coup d'État de 1922, Procès des Six, etc.) et aboutit finalement à la chute de la monarchie en 1924.

## Histoire
Après une série de victoires contre les révolutionnaires turcs commandés par Mustafa Kemal, l’armée grecque est vaincue à la bataille de la Sakarya d’août-septembre 1921. Peu à peu, les forces helléniques doivent donc quitter les régions d’Asie Mineure qu’elles occupaient depuis 1919. Avec la reconquête de Smyrne par les Turcs (9 septembre 1922), la signature de l’armistice de Mudanya (11 octobre 1922) et l’évacuation de la péninsule de Gallipoli par les Grecs (11 novembre 1922), des milliers de Micrasiates affluent vers la Grèce.
Finalement, le traité de Lausanne du 24 juillet 1923 met en place un échange de populations entre la Grèce et la Turquie. Un million et demi de chrétiens d’Anatolie et de Thrace orientale sont ainsi chassés de chez eux et doivent gagner la Grèce tandis que 500 000 musulmans de Macédoine et d’Épire doivent quitter la Grèce et s’installer en Turquie. Les communautés grecques d'Istanbul, d'Imbros et de Ténédos ainsi que la communauté turque de Thrace occidentale sont toutefois épargnées par cet échange, de même que les Turcs du Dodécanèse, placés sous juridiction italienne.
En Grèce, la Grande Catastrophe provoque d'importants bouleversements politiques. Différents hommes politiques et militaires jugés responsables de l'événement sont arrêtés et exécutés (notamment après le procès des Six). Les institutions monarchiques sont fortement déstabilisées (coup d'État de 1922) et la monarchie est finalement renversée au profit de la république début 1924.

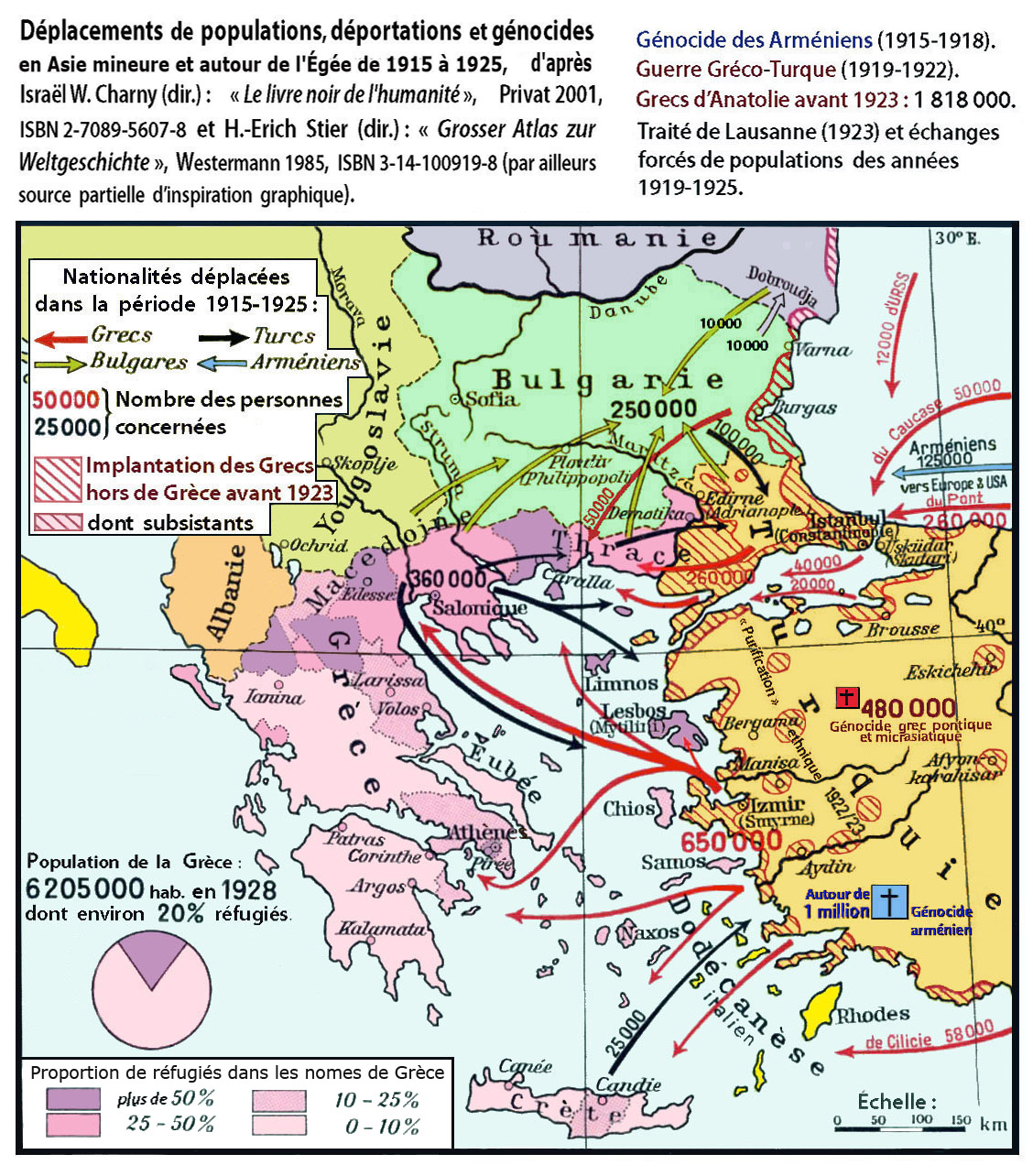
Conséquences démographiques du Traité de Lausanne.